# Legione polacca (prima guerra mondiale)

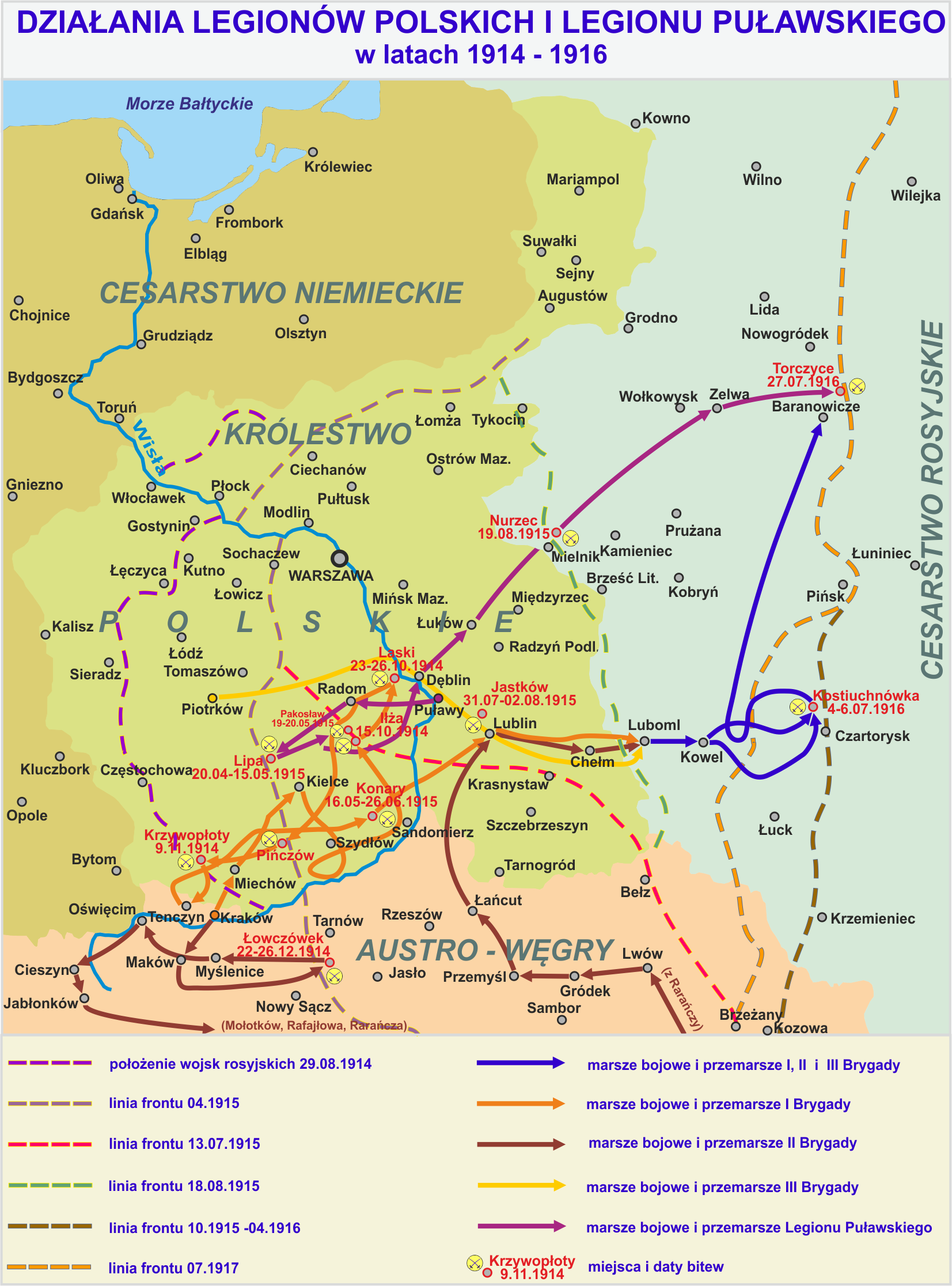
Percorsi delle truppe della Legione polacca durante la prima guerra mondiale

La Legione polacca fu un insieme di formazioni militari pressoché indipendenti operanti durante la prima guerra mondiale; esse furono, dall'inizio della guerra, nel 1914, dipendenti dall'Esercito austro-ungarico e dal 1916 dall'esercito tedesco e combatterono sul Fronte orientale contro le truppe dell'Impero zarista.

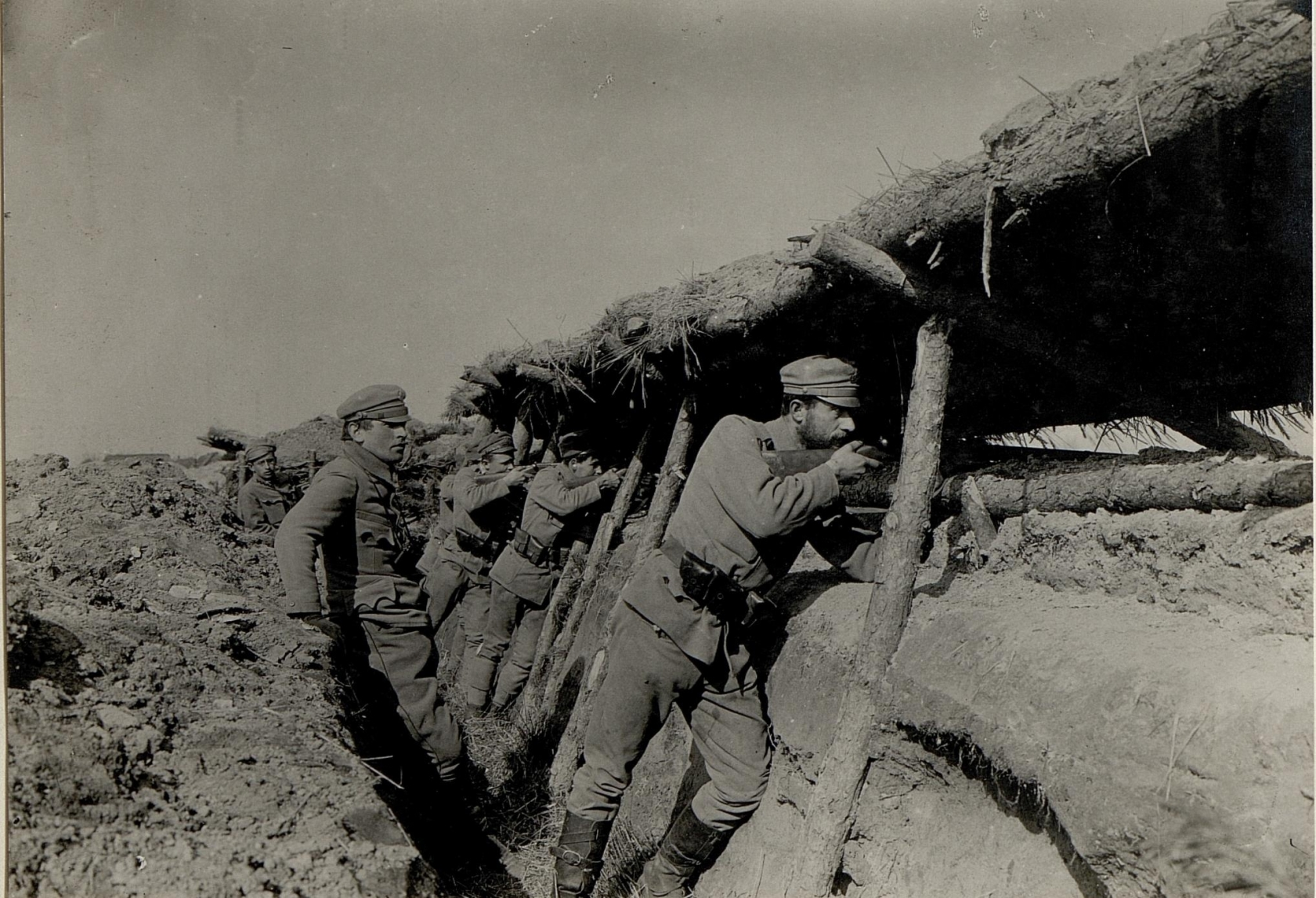
1.Comp.1.Regt.1.polon.Brigata della Legione a Sobovice

## Formazione
La Legione polacca (polacco: Legiony Polskie) fu fondata il 16 agosto 1914 in  Galizia su iniziativa della Commissione Provvisoria dei partiti confederati dell'indipendenza (Komisja Tymczasowa Skonfederowanych Stronnictw Niepodległościowych) e del membri polacchi del Parlamento austriaco. L'unione fu una formazione indipendente dall'Esercito austro-ungarico e consisteva, all'inizio in due brigate, cui se ne aggiunse una terza successivamente.
- I Brigata al comando di Józef Piłsudski, poi di Kazimierz Sosnkowski e Marian Żegota-Januszajtis (consistenza nel 1915: ca. 5500 soldati)
- II Brigata al comando di Ferdynand Küttner, successivamente di Józef Haller (consistenza 1915: ca. 5000 soldati)
- III Brigata al comando di Wiktor Grzesicki, successivamente di Stanisław Szeptycki, Zygmunt Zieliński e Bolesław Roja (consistenza nel 1915: ca. 6000 soldati)

Józef Piłsudski con i suoi soldati davanti al Palazzo del Governatore a Kielce (1914)

## Impieghi
La Legione dall'agosto 1914 fu posta sotto il comando supremo del Luogotenente feldmaresciallo Durski a Sandomir, quale riserva della I armata austro-ungarica. Durante la battaglia della Vistola la I brigata della Legione polacca fu assegnata al I corpo nella zona di Iwangorod.
Il resto della Legione rimase nel contempo presso il gruppo di armate di Pflanzer-Baltin in battaglia contro l'VIII e XIX armata russa sul Dnestr e nei Carpazi. A metà dell'ottobre 1914 la brigata al comando del tenente colonnello Haller coprì nella zona del Luogotenente feldmaresciallo Attems (56a Honved-Division) l'accesso al passo Pantyr nella zona Rafailowa contro le forze russe presso Nadvirna. Il 22 ottobre il gruppo Durski dovette effettuare un attacco di alleggerimento su Dolina e Stryj. Il 10 dicembre la legione di Piłsudski condusse un attacco su Kamienica nella zona della IV armata austro-ungarica durante la battaglia di Limanowa. Nel giugno 1916 l'unità contava circa 25.000 soldati.
Dopo la fondazione del regno di Polonia nel novembre 1916 le Legioni polacche vennero poste sotto il comando tedesco (Polnische Wehrmacht). Poco dopo la Legione venne sciolta e i suoi soldati internati, poiché si erano rifiutati di ubbidire al Kaiser prestandogli giuramento di fedeltà. Dopo la guerra e la ricostituzione della Polonia gli ufficiali fecero della Legione la spina dorsale dell'Esercito polacco.

## Dopoguerra
Nella cultura politica dell'ora divenuta indipendente Polonia, la Legione occupò nel periodo interbellico una posizione di rilievo. Pilsudski nel 1926 prese il potere con un putsch appoggiato dai veterani della Legione, che lo tennero fino al 1939. La tradizione della legione fu fortemente promossa dai mezzi di comunicazione dello stato e dal sistema educativo. L'inno popolare della legione My, pierwsza brygada (Noi, la prima brigata) assunse nella Seconda Repubblica polacca il ruolo di secondo, non-ufficiale inno nazionale. Esso, insieme ad altri elementi della tradizione legionaria, fu vietato nella Polonia comunista. Dopo la caduta della dittatura comunista la memoria della Legione divenne nuovamente parte della cultura ufficiale polacca.

## Comandanti
Comandanti supremi della Legione polacca furono:
- Karol Durski-Trzaska (da settembre 1914 a febbraio 1916)
- Stanisław Puchalski (fino a novembre 1916)
- Stanisław Szeptycki (fino ad aprile 1917)
- Zygmunt Zieliński (fino ad agosto 1917)

## Appartenenti famosi (selezione)
Eminenti ufficiali della Legione polacca furono, tra gli altri: 
- Władysław Sikorski
- Stefan Dąb-Biernacki
- Edward Rydz-Śmigły
- Kazimierz Sosnkowski

Tra gli ulteriori, successivi, appartenenti noti si annoverano: 
- Józef Beck
- Henryk Dobrzański
- Bolesław Bronisław Duch
- Michał Karaszewicz-Tokarzewski
- Tadeusz Kasprzycki
- Franciszek Kleeberg
- Tadeusz Klimecki
- Stanisław Mucha, Regimentsfotograf
- Leopold Okulicki
- Antoni Pająk
- Tadeusz Piskor
- Michał Rola-Żymierski
- Stefan Rowecki
- Wacław Stachiewicz
- Jerzy Żuławski

## Collezione museale
Nella mostra permanente sulla prima guerra mondiale nel Museo di storia dell'esercito di Vienna uno spazio specifico è dedicato alla Legione polacca. Vi sono esposte uniformi, equipaggiamenti e decorazioni.